# Manuel Civera Salvador
Manuel Civera Salvador (Benaguasil, 1960) és un polític i arquitecte valencià, ha sigut alcalde de dos municipis diferents: les Alcubles (la Serrania) i Llíria (el Camp de Túria); un cas inèdit al País Valencià.
Arquitecte tècnic per la Universitat Laboral de Sevilla, Civera és funcionari de la Generalitat Valenciana com a inspector d'habitatges. Militant del Partit Socialista del País Valencià (PSPV-PSOE), va ser regidor de l'Ajuntament de Llíria durant la legislatura 1991-1995 amb el també socialista Ricard Torres com a alcalde de la ciutat. L'any 2003 va encapçalar la llista del PSPV a Alcublas esdevenint alcalde fins a l'any 2015 quan passa a liderar la candidatura a Llíria on ja havia sigut regidor i aconseguint també l'alcaldia. L'any 2021 va cedir l'alcaldia al seu soci de govern Joanma Miguel de Compromís. Civera passa a dirigir aleshores el recent creat organisme de la Generalitat per a la gestió de la disciplina urbanística als municipis: l'Agència Valenciana de Protecció del Territori.